# Симплициальная сфера
Симплициальная (или комбинаторная) d-сфера — это симплициальный комплекс, гомеоморфный d-мерной сфере. Некоторые симплициальные сферы появляются как границы выпуклого многогранника, однако в более высоких размерностях большинство симплициальных сфер не может быть получено таким образом.
Наиболее важная открытая проблема этой области — g-гипотеза, сформулированная Питером Макмалленом, который задал вопрос о возможном числе граней различных размерностей симплициальной сферы. В декабре 2018 Karim Adiprasito доказал гипотезу для всех d .

## Примеры
- Для любого n ⩾ 3 простой n-цикл Cn является симплициальной окружностью, то есть симплициальной сферой размерности 1. Это построение даёт все симплициальные окружности.
- Граница выпуклого многогранника в R3 с правильными гранями, такого как октаэдр или икосаэдр, является 2-сферой.
- Более общем случае, граница любого (d+1)-мерного компактного (или ограниченного) симплициального выпуклого многогранника в евклидовом пространстве является симплициальной сферой.

## Свойства
Из формулы Эйлера следует, что любая симплициальная 2-сфера с n вершины имеет 3n − 6 рёбер и 2n − 4 граней. Случай n = 4 реализуется в виде тетраэдра. При повторном осуществлении барицентрического подразделения легко построить симплициальные сферы для любого n ⩾ 4.
Однако Эрнст Штайниц дал описание 1-скелетов (графов рёбер) выпуклых многогранников в R3, из которого следует, что любая симплициальная 2-сфера является границей выпуклого многогранника.
Бранко Грюнбаум построил пример симплициальной сферы, не являющейся границей многомерного многогранника. Гиль Калай доказал, что, фактически, «большая часть» симплициальных сфер не являются границами многогранников. Наименьший пример существует в размерности d = 4 и имеет f0 = 8 вершин.
Теорема о верхней границе даёт верхние границы для числа fi i-граней любой симплициальной d-сферы с f0 = n вершинами. Гипотезу доказал для полиэдральных сфер в 1970 Питер Макмаллен, а для общих симплициальных сфер в 1975 — Ричард Стэнли.
Сформулированная Макмалленом в 1970 году g-гипотеза ставит вопрос о полном описании f-векторов симплициональных d-сфер. Другими словами, каковы возможные наборы числа граней каждой размерности симплициальной d-сферы? Для полиэдральных сфер ответ даёт g-теорема, которую доказали в 1979-м Биллера и Ли (существование) и Стэнли (необходимость). Было высказано предположение, что те же самые условия необходимы для общих симплициональных сфер. На 2015 год гипотеза оставалась открытой для d=5 и выше.
В декабре 2018 Karim Adiprasito доказал гипотезу для всех d .